# Vladímir Ignatenko (regatista)
Vladímir Ignatenko (Táldom, URSS, 18 de enero de 1953) es un deportista soviético que compitió en vela en la clase 470. Ganó una medalla de bronce en el Campeonato Europeo de 470 de 1980.

## Palmarés internacional
| Campeonato Europeo | Campeonato Europeo   | Campeonato Europeo | Campeonato Europeo |
| Año                | Lugar                | Medalla            | Clase              |
| ------------------ | -------------------- | ------------------ | ------------------ |
| 1980               | Helsinki (Finlandia) | Medalla de bronce  | 470                |